# 환상의 공포
환상의 공포는 한국방송공사 주말연속극이다.

## 제작진
- 극본 : 유열
- 연출 : 이진욱

## 출연진
- 김보미
- 박주아
- 신구
- 여운계
- 유지인
- 정동환
- 한진희